# Aixopluc dins un marge
L'Aixopluc dins un marge és una obra de Gratallops a la comarca del Priorat protegida com a Bé Cultural d'Interès Local.

## Descripció
No constitueix un element massa freqüent. La construcció s'ha de correspondre forçosament amb la del marge mateix. Hom hi accedeix per una obertura practicada a la paret del mur i l'interior és igualment revestit de pedres, essent el sostre constituït per lloses. La boca d'entrada té una amplada de 70 cm per 60 cm d'altura, i les dimensions interiors són de 90 cm d'altura per 1'6 m de diàmetre, aproximadament. La seva utilització deuria ser per a guardar eines o aixoplugar-se en casos d'emergència.

## Història
La datació és incerta, però es podria situar cap al segle xix o final del segle xviii, en un moment d'esplendor a la comarca, que fa suposar la construcció de millores agrícoles tals com abancalaments, sequers, etc.